# Lepthyphantes nenilini
Lepthyphantes nenilini là một loài nhện trong họ Linyphiidae.
Loài này thuộc chi Lepthyphantes. Lepthyphantes nenilini được Andrei V. Tanasevitch miêu tả năm 1988.